# 야마무라 히로토
야마무라 히로토(일본어: 山村 博土, 1974년 7월 12일 ~ )는 일본의 전 축구 선수이다.

## 구단 경력
1993년 일본 사커 리그의 감바 오사카에 입단했다. 1996년까지 18경기에 출전하여, 3득점을 넣었다. 1996년후 현역 은퇴.